# Satsen om rationella rötter
Satsen om rationella rötter säger att om ett polynom f(x) av enbart heltalskoefficienter har en rationell rot f(r/s) = 0 där r/s är förkortat så långt som möjligt (dvs r och s delar inga faktorer förutom 1) så är r en delare (faktor) av polynomets konstant och s en delare (faktor) av koefficienten till polynomets största exponent. S är skilt från noll då division med noll är ogiltigt.
En innebörd av detta är att man kan räkna upp alla potentiella (dvs möjliga) rötter till ett polynom av enbart heltalskoefficienter, nämligen alla r/s där r och s delar konstanttermen respektive den ledande koefficienten. Om någon rationell rot finns till polynomet så ingår det i denna mängd.
Om man vill undersöka potentiella rationella rötter till ett sådant polynom så kan man avgränsa sitt sökande till de rötter följer av denna sats. Notera att satsen inte säger något om irrationella rötter. En rationell rot är en rot a/b där a och b är heltal (dvs alla tal som kan uttryckas som a/b där a och b är heltal).

## Exempel
För polynomet f(x) = 2x³ + 5x² + x - 3 så är den ledande koefficienten lika med 2 och konstanttermen lika med -3. Detta polynom består enbart av heltalskoefficienter (med hänsyn till hela polynomets samtliga koefficienter) vilket gör satsen om rationella rötter tillämpbar här. För alla rötter r/s (om några sådana finns) så delar r talet -3 och s talet 2.
Möjliga värden på r och s är alltså:
r = {±1, ±3}
s = {±1, ±2}
De enda rationella rötterna (r/s) som är möjliga är således {±1, ±1/2, ±3, ±3/2}. Dessa kan testas.
f(x) har den rationell roten -3/2 vilket ingår i denna mängd av möjliga rationella rötter. De övriga rötterna i denna mängd av potentiella rötter visar sig inte vara några rötter i det här fallet.
Det är viktigt att notera att f(x) i det här fallet även har rötterna x = -1/2 - √5/2 och x = √5/2 - 1/2. Dessa rötter är irrationella vilket satsen om rationella rötter inte säger något om eller "förutser".